# ジーン・オートリー
ジーン・オートリー(Gene Autry)ことオーヴォン・グローヴァー・オートリー（Orvon Grover Autry、1907年9月29日 - 1998年10月2日）は、アメリカ合衆国の俳優・歌手である。1930年代初頭から30年以上に渡って、ラジオ、テレビ、映画において活動した。クルーナースタイルで歌いながら、正直・勇敢・誠実なカウボーイを演じ、歌うカウボーイ(the Singing Cowboy)の異名を持つ。
1934年から1953年にかけて93本の映画に出演し、1950年から1956年にかけては、ジーン・オートリー・ショーというオートリーを主役とした西部劇のテレビドラマに出演した。
オートリーはカントリー・ミュージックの先駆者の一人であり、カントリーの発展において、ジミー・ロジャーズに次ぐ影響を与えたアーティストであると考えられている。オートリーの映画によって、「ウェスタン・ミュージック」というジャンルが全米に広まった。
また、メジャーリーグベースボールのロサンゼルス・エンゼルスのオーナーを、1961年の球団設立時から1997年まで務めた。

## 生涯

### 若年期
オートリーは1907年9月29日にテキサス州北部グレイソン郡のタイオガ近郊で生まれた。祖父はメソジスト派の伝道師だった。一家は1920年代にオクラホマ州南部ジョンストン郡ラヴィアに移り住んだ。オートリーは、父の牧場で働きながら学校に通った。

### 歌手としてのキャリア

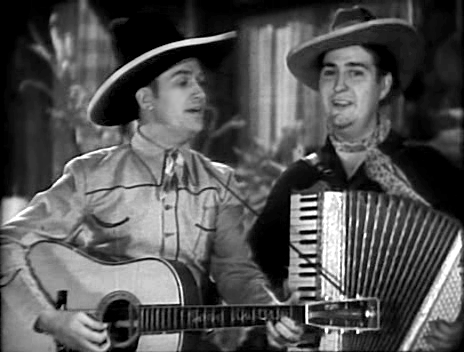
オートリー（左）とスマイリー・バーネット（1934年）

1925年、高校を卒業したオートリーは家を出てセントルイス＝サンフランシスコ鉄道に就職し、オクラホマ州チェルシーで電信士として働き始めた。オートリーは歌とギターが得意で、地元のダンスパーティーなどで演奏をしていた。更には夜勤中の孤独を癒やすために職場で演奏し、これが元で後に会社を解雇されることになる。ある夜、オートリーの歌を聴いたウィル・ロジャースから、プロの歌手になることを勧められた。
オートリーは旅費を貯めるとすぐにニューヨークへ渡った。1928年秋、オートリーはビクターレコードのオーディションを受けたが、これはデイヴィッド・サーノフのRCAによりビクターが買収される直前のことだった。当時ビクターの軽音楽部門の責任者だったナサニエル・シルクレットによれば、オーディションの落選を知らされたオートリーは、シルクレットに話をさせてほしいと訴えた。シルクレットはオートリーに、落選の理由はオートリーの歌が悪かったためではなく、ビクターが既に同じようなタイプの歌手と契約したばかりだったからだと説明し、ラジオなどで経験を積んで1・2年後に戻ってくるようアドバイスし、シルクレットの名前が入った紹介状を手渡した。1928年、オートリーはオクラホマ州タルサのラジオ局KVOOの番組で歌を披露した。
1929年、オートリーはコロムビア・レコードと契約を結んだ。シカゴのラジオ局WLSの番組『ナショナル・バーン・ダンス』に4年間出演した後、自身が司会をする番組を持ち、そこでシンガーソングライターのスマイリー・バーネットと出会った。初期には、1931年の『マザー・ジョーンズの死』などの労働歌を始めとして、様々なジャンルの歌をレコーディングしていた。

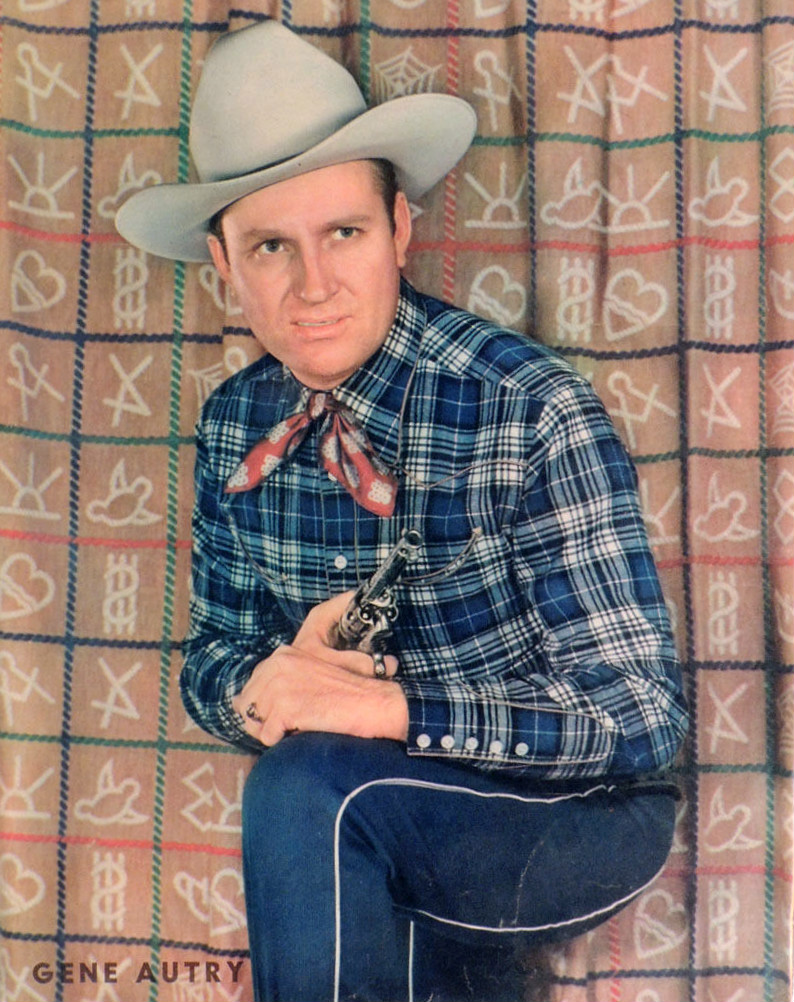
オートリー（1942年）

オートリーは1930年から1931年にかけて、ニューヨークで多くの「ヒルビリー」スタイルの曲のレコーディングを行っている。これは、その後のオートリーのスタイルとは大きく異なる、プレーリー・ランブラーズやディック・ジャスティスに近いスタイルだった。オートリーの最初のヒット曲は1932年の『ザット・シルバー・ヘアード・ダディ・オブ・マイン』で、鉄道員の時の仲間だったジミー・ロングとの共作だった。
オートリーが映画俳優として活躍するようになると、レコードの売上も上がった。レイ・ホイットリーとの共作『バック・イン・ザ・サドル・アゲイン』はオートリーの代表作とされている。オートリーは生涯に640曲をリリースし、そのうち300曲は自作または共作である。生涯でのレコードの売上は合計1億枚を越え、史上初のゴールド認定レコードを含む、ゴールド・プラチナ認定レコードが10曲以上ある。
またオートリーは、『赤鼻のトナカイ』『フロスティ・ザ・スノーマン』『サンタクロースがやってくる』などのクリスマスソングでも知られる。オートリーは、1946年のサンタクロース・レーン・パレード（現在のハリウッド・クリスマス・パレード）でグランド・マーシャルを務めた後に『サンタクロースがやってくる』を書き上げた。タイトルは、パレードの観客が「サンタクロースがやってくる!」(Here comes Santa Claus!)と口々に言っていたことからつけられた。
1950年代後半には、自身のレコードレーベル「チャレンジ・レコード」を保有し、他のアーティストの作品のリリースを始めた。このレーベルの最大のヒット曲は、1958年のザ・チャンプスの『テキーラ』である。この曲は、1950年代後半から1960年代前半にかけてのロックンロール・インストゥルメンタルブームの先駆けとなった。オートリーはこのレーベルをすぐに手放したものの、レーベルのロゴには、オートリーのイニシャル"GA"の文字が入っていた。

### 映画界でのキャリア

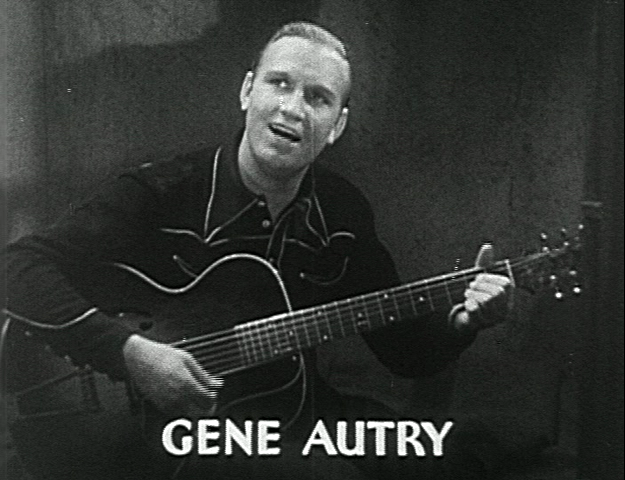
『おおスザンナ』（1936年）にて

1934年、映画プロデューサーのナット・リーバインのオファーにより、オートリーとバーネットはマスコット・ピクチャーズの映画"In Old Santa Fe"で映画に初出演した。1935年には12部構成の連続活劇"The Phantom Empire"（邦題『五百年後の世界』）に主演した。その後間もなくマスコットはリパブリック・ピクチャーズに吸収され、オートリーはリパブリックで1940年までに44本の映画に出演した。その大半は低予算の西部劇であり、オートリーは自身の名前の役で出演し、バーネットを相棒とし、「チャンピオン」と名付けられたモーガン・ホースに騎乗していた。作中では歌も披露し、「歌うカウボーイ」と呼ばれるようになった。オートリーの作品のヒットにより、他の映画会社もオートリーを模倣した「歌うカウボーイ」が出演する作品を製作した。オートリーはリパブリックで一番売れているスターとなり、出演する映画には予算が回されるようになった。場末の映画館で上映されるようなB級西部劇とは異なり、オートリーの西部劇は最初から大都市の映画館で上映された。

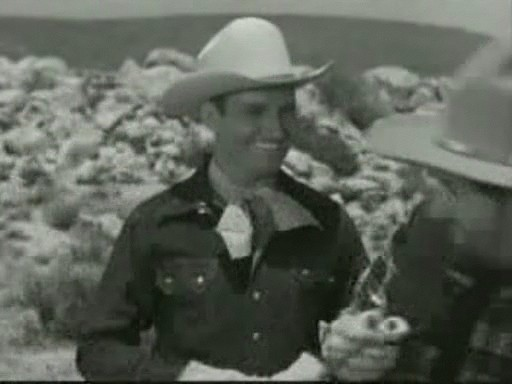
『ジーン・オートリー・ショー』のエピソード"The Black Rider"（1950年）にて

『モーション・ピクチャー・ヘラルド』紙のトップテン・マネーメイキングスターの西部劇スター部門において、オートリーは1936年から1954年まで（従軍していた1943年から1945年までを除く）毎年ランクインし、1937年から1942年までは1位、1947年から1954年まではロイ・ロジャースに次ぐ2位になっていた。『オフィスボックス・プロ』誌による同様の投票でも、1936年から1942年にかけて1位、1943年から1952年にかけてロイ・ロジャースに次ぐ2位となっていた。これらは西部劇に限定したものだが、全ジャンルでも、オートリーは1940年から1942年まで興行収入トップ10に登場している。
オートリーは第二次世界大戦中にアメリカ陸軍航空軍に入隊していた。陸軍では、任務の一環として兵士向けのラジオ放送をしていた。後にリパブリックの西部劇を特集した番組でオートリーの共演者が語った所によれば、オートリーが陸軍に入隊する旨をリパブリックに伝えた所、リパブリックは、オートリーが不在の間ロイ・ロジャースを「カウボーイの王」として宣伝すると脅し、実際にそのようにしたという。オートリーが軍役に就いていた間、リパブリックとの契約は停止されており、そのままではオートリーの除隊後には契約が無効になるところだった。リパブリックは裁判を起こし、オートリーの除隊後はリパブリックに復帰した。復帰後にリパブリックで4本の映画を撮影した。
1947年、リパブリックとの契約が切れたオートリーはコロンビア ピクチャーズに移籍した。コロンビアはオートリーに専属の製作スタッフを提供した。コロンビアでは新たにパット・バトラムを相棒とし、バトラムと共に40本以上の映画とテレビドラマ『ジーン・オートリー・ショー』の100作以上のエピソードを製作した。1951年、オートリーは自身の制作プロダクション「フライングAプロダクション」を設立して、西部劇を自身の管理下で製作し、1953年までコロンビアが配給を行った。

#### メロディ・ランチ
1953年、カリフォルニア州サンタクラリタのニューホール近郊のサンガブリエル山脈北部の麓にある110エーカー（45ヘクタール）の、モノグラム・ピクチャーズが保有していたモノグラム・ランチを購入し、自身が出演した映画"Melody Ranch"に因んで「メロディ・ランチ」（メロディ牧場）に改称した。その後、大半の98エーカーを売却し、12エーカーを西部劇撮影用に残した。西部開拓時代の街や家、牧場小屋などのセットが整備され、オートリーがこの牧場を保有している期間に、ジェームズ・アーネス主演のテレビドラマ『ガンスモーク』の初期のエピソードや、数多くのB級西部劇がここで撮影された。1962年8月、山火事が発生して西部劇のセットの大半が破壊された。これにより、将来西部劇の博物館にするというオートリーの計画は頓挫したが、火災で破壊された後のセットは『コンバット!』などの撮影に利用されている。牧場の北東部にある完全レンガ造りの牧場小屋は燃え残った。
メロディ・ランチで作る予定だった西部劇博物館はグリフィス公園に作られることになり、1988年に西部遺産博物館（現 アメリカ西部開拓オートリー博物館）が開館した。
引退した愛馬チャンピオン3世が1990年に死んだ後、オートリーは残りの12エーカーを売りに出した。1991年にヴェルザット家が購入し、西部劇のセットを再建して一般公開している。

### 放送界でのキャリア

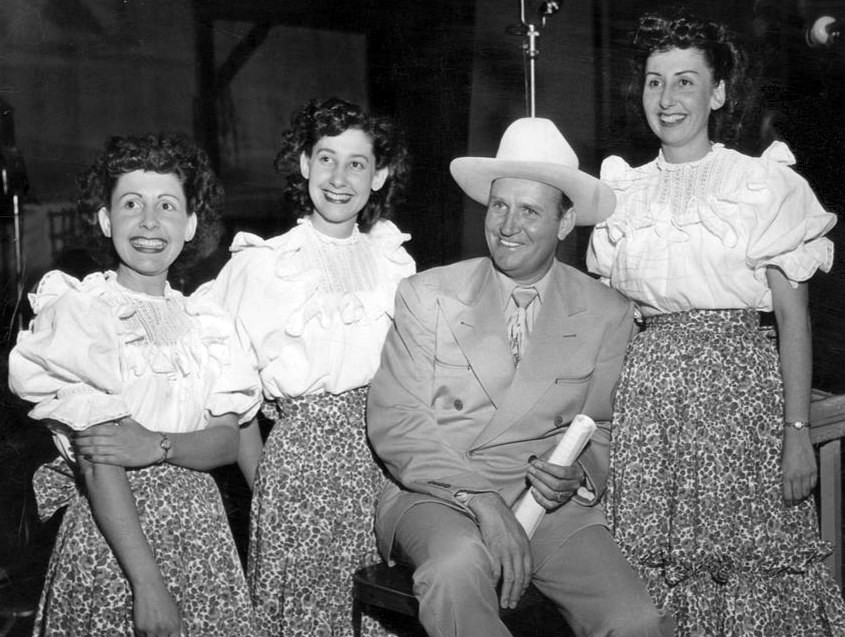
オートリーの週1回のラジオ番組で歌っていた、オートリーとピナフォアーズ（1948年）

1940年から1956年にかけて、オートリーはCBSの週1回のラジオ番組『ジーン・オートリーズ・メロディ・ランチ』に出演し、人気番組となった。オートリーの愛馬チャンピオンを主役にしたミューチュアル・ブロードキャスティング・システムのラジオ番組"The Adventures of Champion"も放送され、後にCBSで同名のテレビ番組も放送された。
オートリーに憧れる若年のリスナーに応えて、オートリーは「カウボーイ十戒」を作った。これは、倫理的・道徳的・愛国的なライフスタイルを推奨するものであり、ボーイスカウトなどの同様の掟を発展させたものである。
1. カウボーイは、決して先に撃ったり、自分より小さな男を殴ったり、不当に弱みに付け込んだりしてはならない。
2. カウボーイは、約束や信頼を裏切ってはならない。
3. カウボーイは、常に真実を語らなければならない。
4. カウボーイは、子供・老人・動物に優しくしなければならない。
5. カウボーイは、人種的・宗教的に不寛容な考えを主張したり持ったりしてはならない。
6. カウボーイは、困っている人を助けなければならない。
7. カウボーイは、良き労働者でなければならない。
8. カウボーイは、思想・言動・生活習慣を綺麗に保たなければならない。
9. カウボーイは、女性・両親・国の法律を尊重しなければならない。
10. カウボーイは愛国者である。

1950年からは、自身の制作会社「フライングAプロダクション」で製作した番組をCBSで放送するようになった。1950年代後半には、ABCテレビの"Jubilee USA"にも何度か出演した。

### 軍歴
第二次世界大戦中の1942年、オートリーはアメリカ陸軍に入隊し、アメリカ陸軍航空軍の技術軍曹となった。入隊前から自家用飛行機の操縦資格を持っていたが、1944年6月に軍用パイロットの資格を取得した。航空輸送司令部の部隊に配属され、C-109輸送機でヒマラヤ山脈を越える輸送作戦「ザ・ハンプ」に従事した。

### ロデオ

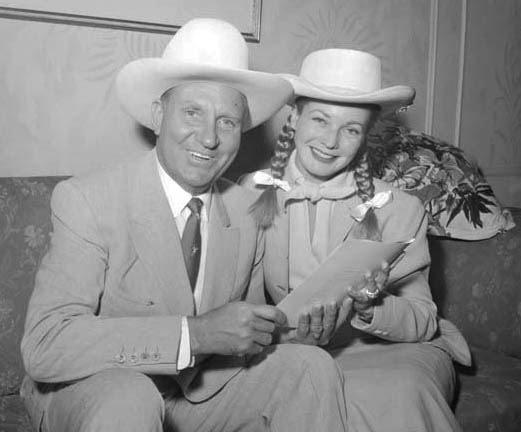
ゲイル・デイヴィスと（1956年頃、トロントにて）

1941年、オートリーはオクラホマ州アードモアにロデオ用の牧場を購入した。「フライングA牧場」という1200エーカーの牧場だった。近くにあるバーウィンという街は、ジーン・オートリーに改称した。その1年後、オートリーはワールド・チャンピオンシップ・ロデオ・カンパニーのパートナーとなり、全米の主要ロデオ大会のための動物がオートリーの牧場から供給されるようになった。1954年には、レオ・J・クレーマー・シニアの遺産のうちモンタナ州のトップバッキングストリングを買収し、カナダのロデオチャンピオンのハリー・ナイトを運営責任者に任命した。1956年にワールド・チャンピオンシップ・ロデオ・カンパニーを買収し、ナイトと共同で経営した。

### 引退後
オートリーは1964年に俳優業を引退した。生涯に100本近くの映画に出演し、600曲以上のレコードを製作した。1969年にカントリー・ミュージック殿堂に殿堂入りした。
引退後は、不動産や放送局などに幅広く投資した。ロサンゼルスのテレビ局KTLAと、カリフォルニア州内のラジオ局（サンフランシスコのKSFO、ロサンゼルスのKMPC、サンディエゴのKOGOなど）を保有していたが、1982年にKTLAを2億4500万ドルで買収したほか、ラジオ局も売却した。

#### ロサンゼルス・エンゼルス

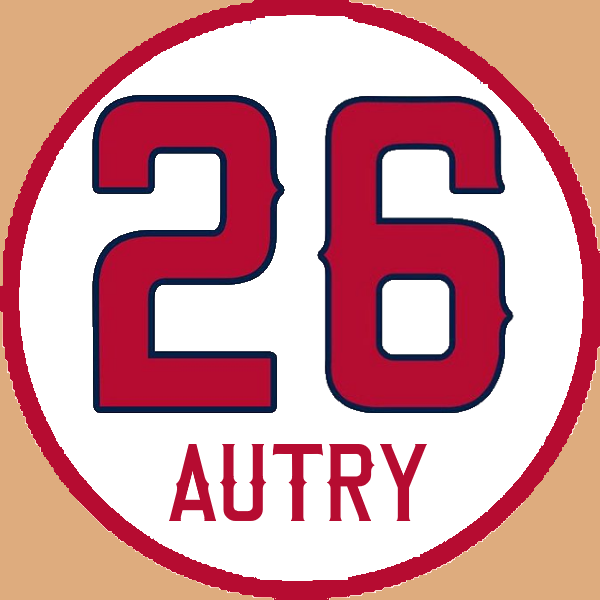
オートリーの名誉背番号『26』
カリフォルニア・エンゼルスの永久欠番に1982年指定。

1950年代、オートリーはマイナーリーグ球団ハリウッド・スターズのオーナーの一人だった。1960年、メジャーリーグベースボールがロサンゼルスに新球団を設立すると発表したとき、当時ラジオ局を保有していたオートリーは、その試合のラジオ放送権の獲得に興味を示した。新球団の幹部は、放送権の獲得だけではなく、球団自体のオーナーとなるようオートリーを説得し、オートリーは新球団ロサンゼルス・エンゼルスの初代オーナーとなった。この球団は、1966年にアナハイムに移転して「カリフォルニア・エンゼルス」に改称し、1997年に「アナハイム・エンゼルス」に改称された後、2005年に元の「ロサンゼルス・エンゼルス」に改称した。1995年、オートリーは持ち分の4分の1をウォルト・ディズニー・カンパニーに売却し、翌年には支配権を売却したが、残りの持ち分は死ぬまで保有し続けた。1983年から亡くなるまで、アメリカン・リーグの副会長を務めた。
1982年、エンゼルスはオートリーに敬意を表して背番号『26』を球団初の永久欠番に指定した。当時、MLBのチームに登録できる選手が25人までであり、「26人目の選手」という意味で26がオートリーの番号とされたものである（サッカーの「12人目の選手」と同様の概念）。2002年のワールドシリーズでエンゼルスが初優勝した時、表彰式で外野手のティム・サーモンはオートリーのカウボーイハットを掲げ、場内にはオートリーのヒット曲『バック・イン・ザ・サドル・アゲイン』が放送された。

### 死去

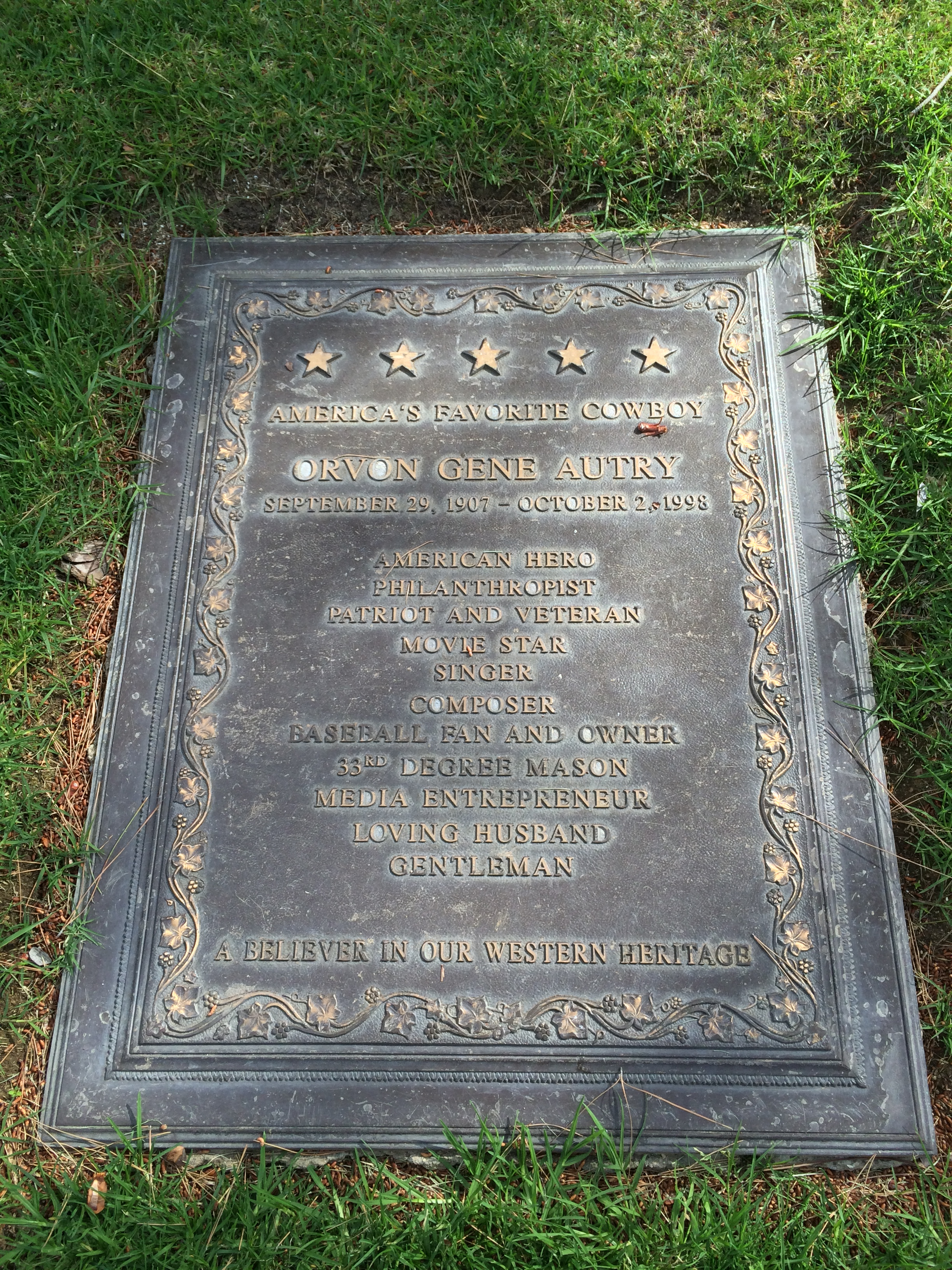
オートリーの墓石

1998年10月2日、オートリーはロサンゼルス・スタジオシティの自宅で悪性リンパ腫により死去した。遺体はフォレスト・ローン記念公園に埋葬された。墓石には次のように刻まれている。「アメリカで愛されたカウボーイ、アメリカのヒーロー、慈善事業家、愛国者で退役軍人、映画スター、歌手、作曲家、野球ファンでありオーナー、33階級のメイソン、メディア事業家、愛おしい夫、紳士、我々の西部開拓遺産の信奉者」

## 私生活
1932年、ジミー・ロングの姪のアイナ・メイ・スパイビー(Ina Mae Spivey)と結婚した。この婚姻期間中、オートリーは女優のゲイル・デイヴィスと不倫関係を続けた。デイヴィスは、オートリーがプロデューサーを務めたテレビドラマ『アニー・オークレイ』で主役を務めた。アイナが1980年に死去した後、1981年に銀行員のジャクリーン・エラム(Jacqueline Ellam)と結婚した。
オートリーは自身の政治的姿勢を広言することはなかったが、共和党員であり、公民権運動を支持していた。
オートリーは1927年に、オクラホマ州カトーサのカトーサ・ロッジNo.185でフリーメイソンに入会した。最終的にスコティッシュ・ライトの最高階級である33階級となり、墓石にもその旨が刻まれている。

## 遺産

### ハリウッド・ウォーク・オブ・フェーム

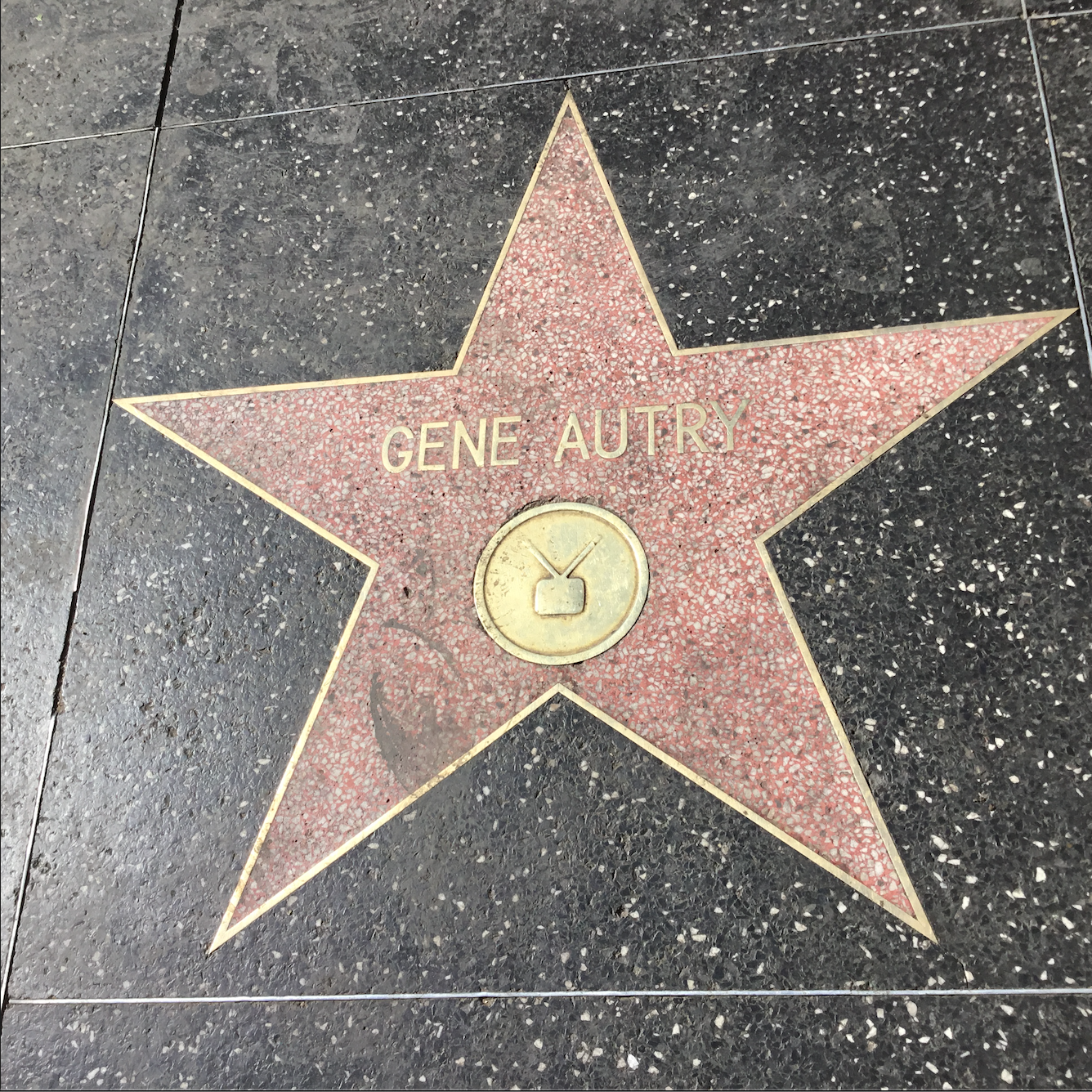
オートリーのテレビ部門の星

オートリーは、ハリウッド・ウォーク・オブ・フェームにおいて、映画・テレビ・音楽・ラジオ・ライブパフォーマンスの5部門全てで星を設置されている唯一の人物である。全ての星がハリウッド・ブールバードにあり、音楽の星は6384番地、ラジオの星は6520番地、映画の星は6644番地、テレビの星は6667番地、ライブパフォーマンスの星は7000番地にある。

### アメリカ西部開拓博物館
ロサンゼルスのグリフィス公園内にあるアメリカ西部開拓オートリー博物館(Autry Museum of the American West)は、1988年にジーン・オートリー西部遺産博物館(Gene Autry Western Heritage Museum)として開館した。内部には、オートリーが個人で収集した西部開拓時代の美術品や記念物、西部劇スターゆかりの品などが展示されている。

## ディスコグラフィ
+は100万枚以上の売上

### アルバム
| 年   | 作品名                                   | 全米カントリー | レーベル     |
| ---- | ---------------------------------------- | -------------- | ------------ |
| 1976 | South of the Border, All American Cowboy | 42             | リパブリック |
| 1976 | Cowboy Hall of Fame                      | 44             | リパブリック |

### シングル

#### 1930年代
| 年   | 作品名                                                         | チャート最高位 | チャート最高位 |
| 年   | 作品名                                                         | 全米カントリー | ビルボード     |
| ---- | -------------------------------------------------------------- | -------------- | -------------- |
| 1932 | "That Silver-Haired Daddy of Mine" + (G. Autry and Jimmy Long) | —              | —              |
| 1933 | "The Yellow Rose Of Texas" (G. Autry and Jimmy Long)           | —              | —              |
| 1933 | "Cowboy's Heaven"                                              | —              | —              |
| 1933 | "The Last Round-Up"                                            | —              | —              |
| 1935 | "Tumbling Tumbleweeds" (Gene Autry Trio)                       | —              | 7              |
| 1935 | "That Silver-Haired Daddy of Mine" + (G. Autry and Jimmy Long) | —              | 10             |
| 1935 | "Ole Faithful" (Gene Autry Trio)                               | —              | 10             |
| 1936 | "Mexicali Rose"                                                | —              | —              |
| 1936 | "You're the Only Star in My Blue Heaven"                       | —              | —              |
| 1937 | "The One Rose (That's Left In My Heart)"                       | —              | —              |
| 1937 | "It's Round-Up Time In Reno"                                   | —              | —              |
| 1938 | "Take Me Back to My Boots and Saddle"                          | —              | —              |
| 1938 | "Dust"                                                         | —              | —              |
| 1938 | "There's A Gold Mine in the Sky"                               | —              | —              |
| 1939 | "Paradise in the Moonlight"                                    | 1              | —              |
| 1939 | "South of the Border (Down Mexico Way)" +                      | 1              | 15             |
| 1939 | "Back in the Saddle Again" +                                   | 1              | —              |
| 1939 | "Little Sir Echo"                                              | 1              | —              |
| 1939 | "A Gold Mine In Your Heart"                                    | 13             | —              |
| 1939 | "Blue Montana Skies"                                           | 16             | —              |

#### 1940年代
| 1940                                    | "I'm Beginning To Care"                                | 1  | —  |
| 1940                                    | "The Merry-Go-Roundup"                                 | 2  | —  |
| 1940                                    | "Goodbye, Little Darlin', Goodbye"                     | 1  | 20 |
| 1940                                    | "Mary Dear"                                            | 4  | —  |
| 1940                                    | "Were You Sincere"                                     | 1  | —  |
| 1940                                    | "Broomstick Buckaroo"                                  | 3  | —  |
| 1940                                    | "Blueberry Hill"                                       | 6  | —  |
| 1940                                    | "When I'm Gone You'll Soon Forget"                     | 6  | —  |
| 1940                                    | "El Rancho Grande"                                     | 11 | —  |
| 1940                                    | "Singing Hills"                                        | 11 | —  |
| 1941                                    | "You Are My Sunshine"+                                 | 1  | 23 |
| 1941                                    | "Be Honest with Me"                                    | 1  | 23 |
| 1941                                    | "You Waited Too Long"                                  | 2  | —  |
| 1941                                    | "It Makes No Difference Now"                           | 6  | —  |
| 1941                                    | "Lonely River"                                         | 9  | —  |
| 1942                                    | "Tweedle-O-Twill"                                      | 1  | —  |
| 1942                                    | "Deep in the Heart of Texas"                           | 1  | —  |
| 1943                                    | "It Makes No Difference Now"                           | 3  | —  |
| 1943                                    | "I Hang My Head and Cry"                               | 4  | —  |
| 1943                                    | "We've Come A Long Way Together"                       | 10 | —  |
| 1944                                    | "I'm Thinking Tonight of My Blue Eyes"                 | 3  | —  |
| 1945                                    | "At Mail Call Today"                                   | 1  | —  |
| 1945                                    | "I'll Be Back"                                         | 7  | —  |
| 1945                                    | "Gonna Build a Big Fence Around Texas"                 | 2  | —  |
| 1945                                    | "Don't Fence Me In"                                    | 4  | —  |
| 1945                                    | "Don't Hang Around Me Anymore"                         | 4  | —  |
| 1945                                    | "Don't Live a Lie"                                     | 4  | —  |
| 1945                                    | "I Want to Be Sure"                                    | 4  | —  |
| 1946                                    | "Silver Spurs (On the Golden Stairs)"                  | 4  | —  |
| 1946                                    | "I Wish I Had Never Met Sunshine"                      | 3  | —  |
| 1946                                    | "You Only Want Me When You're Lonely"                  | 7  | —  |
| 1946                                    | "Wave to Me, My Lady"                                  | 4  | —  |
| 1946                                    | "Have I Told You Lately That I Love You?"              | 3  | —  |
| 1946                                    | "Someday (You'll Want Me to Want You)"                 | 4  | —  |
| 1947                                    | "Home On The Range"/"Red River Valley"                 | —  | —  |
| 1947                                    | "You're Not My Darlin' Anymore"                        | 3  | —  |
| 1948                                    | "Here Comes Santa Claus (Down Santa Claus Lane)"+'     | 5  | 8  |
| 1948                                    | "Buttons and Bows"                                     | 6  | 17 |
| 1948                                    | "Here Comes Santa Claus (Right Down Santa Claus Lane)" | 4  | 8  |
| 1949                                    | "Ghost Riders in the Sky"                              | —  | —  |
| 1949                                    | "Rudolph, the Red-Nosed Reindeer"+ (w/ The Pinafores)  | 1  | 1  |
| 1949                                    | "Here Comes Santa Claus (Right Down Santa Claus Lane)" | 8  | 24 |
| "—" denotes releases that did not chart |                                                        |    |    |

#### 1950年代
| 1950                                    | "Peter Cottontail"+                                  | 3 | 5  |
| 1950                                    | "Frosty the Snow Man"+ (w/ The Cass County Boys)     | 4 | 7  |
| 1950                                    | "Rudolph, the Red-Nosed Reindeer" (w/ The Pinafores) | 5 | 3  |
| 1951                                    | "Old Soldiers Never Die"                             | 9 | —  |
| 1952                                    | "Up on the Housetop"                                 | — | —  |
| 1957                                    | "Nobody's Darlin' but Mine"                          | — | —  |
| 1957                                    | "Rudolph, the Red-Nosed Reindeer" (re-entry)         | — | 70 |
| "—" denotes releases that did not chart |                                                      |   |    |

#### 1990年代
| 1998                                    | "Rudolph, the Red-Nosed Reindeer" (re-entry) | 55 | —  |
| 1999                                    | "Rudolph, the Red-Nosed Reindeer" (re-entry) | 60 | 24 |
| "—" denotes releases that did not chart |                                              |    |    |

#### 2010年代
| 年   | 作品名                                                      | チャート最高位 |
| 年   | 作品名                                                      | ビルボード     |
| ---- | ----------------------------------------------------------- | -------------- |
| 2018 | "Rudolph, the Red-Nosed Reindeer" (re-entry)                | 16             |
| 2018 | "Here Comes Santa Claus (Down Santa Claus Lane)" (re-entry) | 28             |
| 2019 | "Rudolph, the Red-Nosed Reindeer" (re-entry)                | 22             |
| 2019 | "Here Comes Santa Claus (Down Santa Claus Lane)" (re-entry) | 32             |

#### 2020年代
| 年   | 作品名                                                      | チャート最高位 |
| 年   | 作品名                                                      | ビルボード     |
| ---- | ----------------------------------------------------------- | -------------- |
| 2020 | "Rudolph, the Red-Nosed Reindeer" (re-entry)                | 16             |
| 2020 | "Here Comes Santa Claus (Down Santa Claus Lane)" (re-entry) | 26             |
| 2021 | "Rudolph, the Red-Nosed Reindeer" (re-entry)                | 19             |
| 2022 | "Rudolph, the Red-Nosed Reindeer" (re-entry)                | 28             |
| 2022 | "Here Comes Santa Claus (Down Santa Claus Lane)" (re-entry) | 25             |
| 2023 | "Rudolph, the Red-Nosed Reindeer" (re-entry)                | 26             |
| 2023 | "Here Comes Santa Claus (Down Santa Claus Lane)" (re-entry) | 21             |

### ホリデー100チャート
多くのアメリカのラジオ局は毎年12月にクリスマスソングをかけるようになるため、毎年最後の数週間だけクリスマスソングの人気が急上昇し、年明けぐらいにはランク外になる。2011年12月、ビルボードは毎年最後の5週間をモニターし、「ストリーミング、放送、セールスのデータを組み合わせた、通常のビルボード100と同じ手法による、全ての時代のクリスマスソングのトップ50チャート」である「ホリデー・ソングス・チャート」（ホリデー50）の発表を開始した。2013年には「ホリデー100」に拡張した。オートリーはクリスマスソングを多く歌っており、ホリデー100にもたびたびランクインしている。
| Title                                            | Holiday season peak chart positions | Holiday season peak chart positions | Holiday season peak chart positions | Holiday season peak chart positions | Holiday season peak chart positions | Holiday season peak chart positions | Holiday season peak chart positions | Holiday season peak chart positions | Holiday season peak chart positions | Holiday season peak chart positions | Holiday season peak chart positions | Holiday season peak chart positions | Holiday season peak chart positions |
| Title                                            | 2011                                | 2012                                | 2013                                | 2014                                | 2015                                | 2016                                | 2017                                | 2018                                | 2019                                | 2020                                | 2021                                | 2022                                | 2023                                |
| ------------------------------------------------ | ----------------------------------- | ----------------------------------- | ----------------------------------- | ----------------------------------- | ----------------------------------- | ----------------------------------- | ----------------------------------- | ----------------------------------- | ----------------------------------- | ----------------------------------- | ----------------------------------- | ----------------------------------- | ----------------------------------- |
| Rudolph the Red-Nosed Reindeer"                  | 14                                  | 14                                  | 11                                  | 11                                  | 8                                   | 10                                  | 10                                  | 7                                   | 10                                  | 14                                  | 13                                  | 17                                  | 14                                  |
| "Here Comes Santa Claus (Down Santa Claus Lane)" | 45                                  | 34                                  | 43                                  | 48                                  | 27                                  | 37                                  | 18                                  | 10                                  | 12                                  | 12                                  | 25                                  | 19                                  | 17                                  |
| "Up on the Housetop (Ho! Ho! Ho!)"               | —                                   | —                                   | 80                                  | —                                   | —                                   | 94                                  | 80                                  | 72                                  | 94                                  | 91                                  | 74                                  | 84                                  | 94                                  |
| "Frosty the Snowman"                             | —                                   | —                                   | —                                   | —                                   | 100                                 | 90                                  | —                                   | —                                   | —                                   | —                                   | —                                   | —                                   | 100                                 |

## フィルモグラフィ
1934年から1953年にかけて、オートリーは93本の映画に出演した。1950年から1955年にかけて、テレビドラマ『ジーン・オートリー・ショー』の91エピソードに出演している。
| - In Old Santa Fe (1934) - Mystery Mountain (1934) (serial) - The Phantom Empire (1935) (serial) - Tumbling Tumbleweeds (1935) - Melody Trail (1935) - The Sagebrush Troubadour (1935) - The Singing Vagabond (1935) - Red River Valley (1936) - Comin' Round the Mountain (1936) - The Singing Cowboy (1936) - Guns and Guitars (1936) - Ride Ranger Ride (1936) - Oh, Susanna! (1936) - The Big Show (1936) - The Old Corral (1936) - Round-Up Time in Texas (1937) - Git Along Little Dogies (1937) - Rootin' Tootin' Rhythm (1937) - Yodelin' Kid from Pine Ridge (1937) - Public Cowboy No. 1 (1937) - Boots and Saddles (1937) - Springtime in the Rockies (1937) - The Old Barn Dance (1938) - Gold Mine in the Sky (1938) - Man from Music Mountain (1938) - Prairie Moon (1938) - Rhythm of the Saddle (1938) - Western Jamboree (1938) - Home on the Prairie (1939) - Mexicali Rose (1939) - Blue Montana Skies (1939) - Mountain Rhythm (1939) - Colorado Sunset (1939) - In Old Monterey (1939) - Rovin' Tumbleweeds (1939) - South of the Border (1939) - Rancho Grande (1940) - Shooting High (1940) - Gaucho Serenade (1940) - Carolina Moon (1940) - Ride, Tenderfoot, Ride (1940) - Melody Ranch (1940) - Ridin' on a Rainbow (1941) - Back in the Saddle (1941) - The Singing Hill (1941) - Sunset in Wyoming (1941) - Under Fiesta Stars (1941) | - Down Mexico Way (1941) - Sierra Sue (1941) - Cowboy Serenade (1942) - Heart of the Rio Grande (1942) - Home in Wyomin' (1942) - Stardust on the Sage (1942) - Call of the Canyon (1942) - Bells of Capistrano (1942) - Sioux City Sue (1946) - Trail to San Antone (1947) - Twilight on the Rio Grande (1947) - Saddle Pals (1947) - Robin Hood of Texas (1947) - The Last Round-Up (1947) - The Strawberry Roan (1948) - Loaded Pistols (1948) - The Big Sombrero (1949) - Riders of the Whistling Pines (1949) - Rim of the Canyon (1949) - The Cowboy and the Indians (1949) - Riders in the Sky (1949) - Sons of New Mexico (1949) - Mule Train (1950) - Cow Town (1950) - Hoedown (1950) - Beyond the Purple Hills (1950) - Indian Territory (1950) - The Blazing Sun (1950) - Gene Autry and the Mounties (1951) - Texans Never Cry (1951) - Whirlwind (1951) - Silver Canyon (1951) - The Hills of Utah (1951) - Valley of Fire (1951) - The Old West (1952) - Night Stage to Galveston (1952) - Apache Country (1952) - Barbed Wire (1952) - Wagon Team (1952) - Blue Canadian Rockies (1952) - Winning of the West (1953) - On Top of Old Smoky (1953) - Goldtown Ghost Riders (1953) - Pack Train (1953) - Saginaw Trail (1953) - Last of the Pony Riders (1953) |